# Empoasca matsudai
Empoasca matsudai är en insektsart som beskrevs av Irena Dworakowska 1972. Empoasca matsudai ingår i släktet Empoasca och familjen dvärgstritar. Inga underarter finns listade i Catalogue of Life.